# Brachypterus urticae
Brachypterus urticae är en skalbaggsart som först beskrevs av Fabricius 1792.  Brachypterus urticae ingår i släktet Brachypterus och familjen kullerglansbaggar. Arten är reproducerande i Sverige. Inga underarter finns listade i Catalogue of Life.

## Bildgalleri

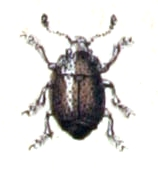
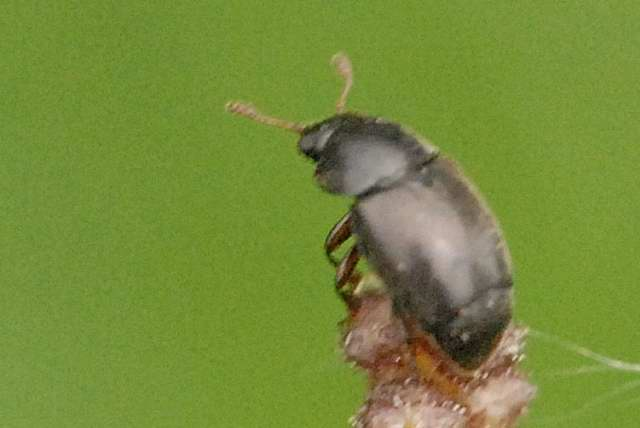
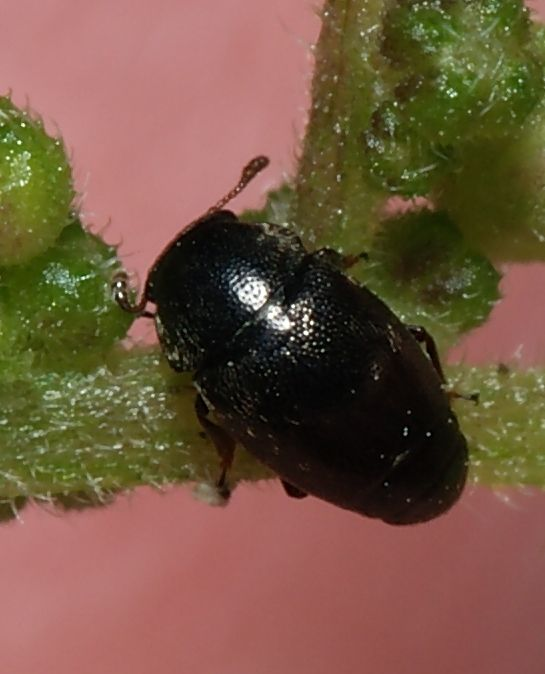
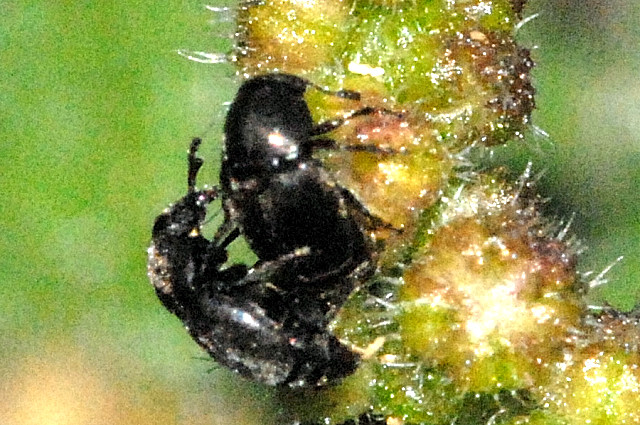